# 老闆不是人
是一部於2011年上映的美國黑色喜劇電影，為塞斯·戈登執導，麥克·馬科維茨、約翰·法蘭西斯·戴利與喬納森·戈德施泰因共同編劇，劇情基於馬科維茨所撰的劇本。傑森·貝特曼、珍妮佛·安妮斯頓、柯林·法洛、凱文·史貝西及傑米·福克斯等人主演。
新線電影在2005年購買了馬科維茨的劇本，電影在不同的預製狀態下擱置了6年的時間，各種演員紛紛以不同角色加盟。直到2010年，戈德施泰因和戴利重新改寫劇本，電影終於投入製作。
電影在2011年6月30日在洛杉磯首映，同年7月8日發行。該片超越了票房預期，前3天收穫即突破2,800萬美元，並成為歷史總榜上黑色喜劇電影的票房冠軍（未考慮通貨膨脹），打破了由1990年電影《玫瑰戰爭》所創下的紀錄。在其上映檔期間於世界各地的總收入超過2.09億美元。
該部電影收穫了影評人的積極評價。劇情則受到褒貶不一的反響；一些影評人認為，它以黑色幽默為前提所做了很好的探討，而另一些人認為這些笑話涉及種族主義、同性戀恐懼及厭女症。續集《老闆不是人2》於2014年11月26日上映。

## 劇情
尼克·赫特力克士和戴爾·雅巴斯是對鄙視老闆的朋友。尼克在一家金融機構工作，施虐癖大衛·哈肯連續幾個月暗示尼克將會晉升，但最終卻將該職位授予給自己。戴爾是一名牙科助理，受到老闆茱莉亞·哈里斯醫生的性騷擾。她威脅戴爾若不與他發生性行為，那她將會告訴他的未婚妻史黛西他與她發生性行為。尼克和戴爾的會計朋友庫爾特·布克曼以在化學公司為傑克·皮利特工作為樂，但傑克意外死於心臟病發作後，該公司由傑克古柯鹼上癮的兒子鮑比接管，他的冷漠及無能威脅公司的未來。
晚上，三人聚在一起喝酒，庫爾特開玩笑的表示，若他們的老闆不存在於他們四周，他們的生活會更加幸福。儘管最初猶豫，但三人最終同意殺死他們的老闆。在尋找一名殺手時，三人會見了有前科且剛出獄的狄恩·「王八蛋」·瓊斯，他同意成為他們的「殺人顧問」。瓊斯建議，尼克、戴爾及庫爾特分別殺死彼此的老闆以隱藏犯罪動機，同時要使死亡看起來像意外。
他們三人前往偵查鮑比的房子，庫爾特偷走了鮑比的手機。他們接下來到哈肯的房子，庫爾特與尼克進入偵查，戴爾在車裡把風。哈肯走在回家的路上，看見戴爾從車內隨手亂丟垃圾，便責罵他，但隨後因垃圾上的花生醬起了過敏反應。戴爾使用EpiPen為哈肯注射藥物，救了哈肯。尼克與庫爾特從窗外看見，並認為戴爾正在刺哈肯以將其置於死地，兩人便倉荒的逃跑，而庫爾特意外將鮑比的手機遺落在哈肯的臥室。隔晚，庫爾特監視著茱莉亞的家，但他受到她的誘惑進而與茱莉亞發生性行為。尼克和戴爾於鮑比和哈肯的屋子外進行監視，打算找好時機分別下手，儘管他們都不想犯下謀殺罪。哈肯在臥室中發現了鮑比的手機，並用它來找到他的住址，使哈肯懷疑妻子羅登有外遇。哈肯開車前往鮑比的住處，並在門口槍殺了鮑比，尼克正從車內目睹這一切。
尼克超速行駛逃跑，遭到測速照相拍下。三人開會討論他們對繼續進行計畫的保守意見。他們被警方逮捕，警方相信測速照相拍下的畫面使他們在鮑比的謀殺案中受到懷疑。由於缺乏證據，警方不得不釋放三人。三人與瓊斯再次磋商，但發現他從未真正犯下謀殺案，他坐牢僅因為他盜版了電影《愛在冰雪紛飛時》。瓊斯建議讓哈肯自白並暗中錄音。三人前往哈肯家時意外的發現今天正是哈肯的生日，他的屋子內正舉行生日聚會，尼克和戴爾得到哈肯的自白，並意識到持有錄音機的庫爾特在別處與羅登發生性行為。哈肯認為三人打算勒索他，便有意殺死三人。他們開車逃跑，但哈肯隨後追上，反覆撞擊他們的車。汽車的導航系統操作員相信他們犯了罪，遠程讓庫爾特的車熄火，使哈肯追上他們並用槍指著三人。哈肯往自己的腿上開槍，隨後向警方解釋，他發現三人謀殺鮑比的計畫，所以試圖將他滅口以湮滅證據。
警方逮捕了尼克、戴爾及庫爾特，但導航系統操作員格雷戈里表示，他們公司的政策是錄下所有對話以保證品質。格雷戈里播放了哈肯承認殺害鮑比的自白。哈肯被判處25年的徒刑，而三人則無罪釋放。尼克晉升到了公司總裁的職位，庫爾特在新任老闆上任後仍保持原有工作，戴爾透過說服茱莉亞性騷擾一名無意識病人對她進行勒索，而瓊斯則祕密錄下該行為。

## 演員
- 詹森·貝特曼 飾演 尼克·赫特力克士，一名金融機構的執行長，為了獲得他的老闆從來沒有打算給他的晉升職位受到操縱，直到跳越束縛[7]。馬科維茨特地為貝特曼創作了該角色[8]。

- 查理·戴 飾演 戴爾·雅巴斯，一名牙科助理，受到老闆的性騷擾[7]。該角色被描述為「無可救藥的浪漫」的愛著他的未婚妻[9]。艾希頓·庫奇曾在漫長的製作過程中，兩個不同的時間點為其進行談判[10]。

- 傑森·蘇戴西斯 飾演 庫爾特·布克曼[11]

- 珍妮佛·安妮斯頓 飾演 茱莉亞·哈里斯醫生，D.D.S（英语：Dental degree）

- 柯林·法洛 飾演 鮑比·皮利特

- 凱文·史貝西 飾演 大衛·哈爾根

- 傑米·福克斯 飾演 狄恩·「王八蛋」·瓊斯

- 唐納·蘇德蘭 飾演 傑克·皮利特[9]，鮑比的父親和庫爾特的老闆。

- 以賽亞·穆斯塔法（英语：Isaiah Mustafa） 飾演 威爾肯斯軍官

- P·J·拜恩 飾演 肯尼·索默費爾德[9]，前投資經理，目前酗酒。

- 溫德爾·皮爾斯與羅恩·懷特（英语：Ron White） 飾演 一對警察[9]

- 約翰·法蘭西斯·戴利 飾演 卡特，客串，尼克的同事。

在電影為期6年的發展期間，幾個演員皆有為電影角色談判，包含歐文·威爾森、文斯·沃恩、馬修·麥康納、萊恩·雷諾斯、戴克斯·夏普德及強尼·諾克斯維爾。

## 發行
《老闆不是人》的世界首映於2011年6月30日舉行，地點位在好萊塢加利福尼亞州的中國戲院。

### 評價
電影收穫了普遍影評人的好評。爛蕃茄上收集的208篇專業影評文章中，有142篇給予該片「新鮮」的正面評價，「新鮮度」為68%，平均得分6.2分（滿分10分），而基於另一影評匯總網站Metacritic上的40篇評論文章，其中21篇予以好評，5篇差評，14篇褒貶不一，平均分為57（滿分100）。

### 票房
電影在北美的票房收入為1.175億美元（56.1%），其他地區9,220萬美元（43.9%），全球總計2.096億美元。
北美
《老闆不是人》於2011年7月8日在美國及加拿大的3,040家劇院發行。首映當天的總票房為990萬美元，成為夏季原創R級電影的第二高，僅次於《霸凌女教師》（1,220萬美元）。在其週末，電影共收穫28,302,165美元的票房，平均每家劇院9,310美元，位居亞軍，僅次《變形金剛3》（4,710萬美元），同時是首映週票房第二高的R級喜劇，次於《霸凌女教師》，且《老闆不是人》也打破《超完美嬌妻》所創下的紀錄（2,140萬美元），使其成為黑暗/黑色喜劇的最高首映週票房冠軍。在該週末中，電影的觀眾有51%是男性，64%的觀眾超過25歲。隔週（7月15日至17日）又增加94個劇院，總數為3,134個。票房下降了「令人尊敬」的38%，收入1,760萬美元，在上映後的10天共計6,000萬美元。電影於第二個週末排行第三。《老闆不是人》在第三週仍保持著前五名的地位，收入下滑33%，較上週末少了30家劇院。該週進帳1,190萬美元，於17天的檔期中票房總額8,260萬美元。2011年7月28日，首映當天後20日，電影以8,760萬美元超越《玫瑰戰爭》（8,680萬美元），成為最賣座的黑暗/黑色喜劇片（未考慮通貨膨脹）。
其他地區
2011年7月7日，電影在阿拉伯聯合大公國發行，在其週末收穫了258,108美元的票房，7月8日，《老闆不是人》分別在愛沙尼亞（24,471美元）、拉脫維亞（15,750美元）、黎巴嫩（36,316美元）和立陶宛（13,676美元）等地區上映，總計週末票房為348,321美元，而在頭17天共進帳855,009美元。7月21日至24日的週末，電影於英國（3,386,876美元）、希臘（367,845美元）、以色列（200,372美元）、南非（193,632美元）、挪威（109,252美元）和東非（7,324美元）發行。

## 外部連結
- 官方网站
- AllMovie上《Horrible Bosses》的资料（英文）
- Box Office Mojo上《Horrible Bosses》的資料（英文）
- 互联网电影数据库（IMDb）上《Horrible Bosses》的资料（英文）
- Metacritic上《Horrible Bosses》的資料（英文）
- 爛番茄上《Horrible Bosses》的資料（英文）